# Combate de Wusta
Luego de los atentados de Qamishli, acaecidos el 30 de diciembre de 2015 y cuyo blanco eran restaurantes cristianos de dicha ciudad, la milicia de defensa asiria estableció puntos de control alrededor del barrio cristiano de wusta.
A las 12:45 del 12 de enero de 2016, un grupo de milicianos kurdos se aproximaron al retén militar y exigieron que sea removido, argumentando que este molestaba a los residentes. Ante la negativa de los asirios, un miembro de las YPG abrió fuego desde una ametralladora de 12.7 mm montada sobre un vehículo artillado, matando a un miliciano asirio. El tiroteo se extendió por más de una hora y concluyó cuando uno de los kurdos pidió a un funcionario del gobierno de Siria mediar un alto al fuego. Durante la escaramuza, fueron muertos tres kurdos y dos resultaron heridos, así como tres civiles.

## Reacciones
- Federación de Asirios de Suecia — El 17 de enero, unos 200 asirios participaron en una manifestación en contra de la agresión kurda Estocolmo.